# Presidente Venceslau
Presidente Venceslau is een gemeente in de Braziliaanse deelstaat São Paulo. De gemeente telt 38.439 inwoners (schatting 2009).

## Aangrenzende gemeenten
De gemeente grenst aan Caiuá, Dracena, Marabá Paulista, Ouro Verde, Panorama en Piquerobi.

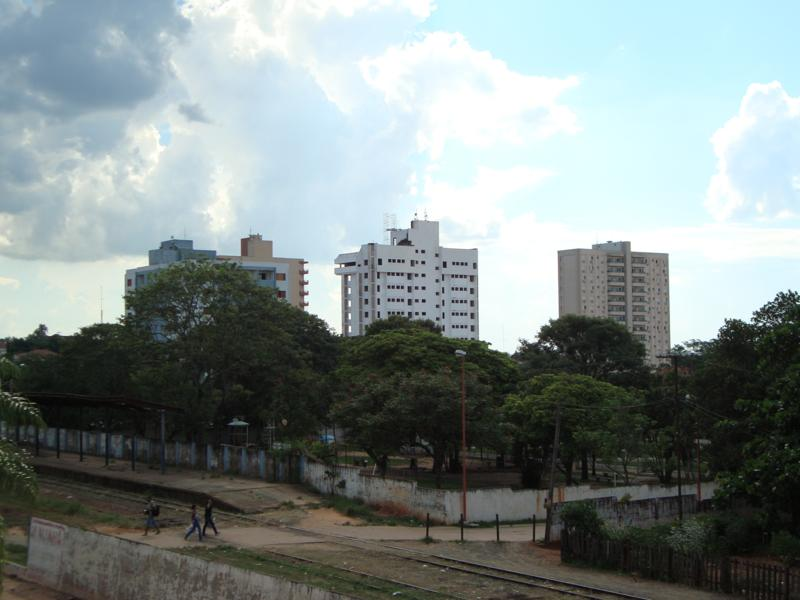
Hoogbouw van Presidente Venceslau